# اداکاناهالی
اداکاناهالی (به انگلیسی: Adakanahalli) در هند است که در کارناتاکا واقع شده‌است.